# N,N′-Diphenylguanidin
Diphenylguanidin ist eine chemische Verbindung aus der Gruppe der Guanidine. Sie wurde zuerst 1874 von August Wilhelm von Hofmann beschrieben.

## Gewinnung und Darstellung
Diphenylguanidin kann aus Anilin und Chlorcyan dargestellt werden.

## Verwendung
Diphenylguanidin wird als Vulkanisationsbeschleuniger verwendet. Die Produktionsmenge in der Europäischen Union belief sich 1992 auf 4000 bis 5000 Tonnen pro Jahr.
Diphenylguanidin ist oberhalb von 135 °C aktiv und ist ein basischer, eher langsamer Beschleuniger.

## Gefahrenbewertung
N,N′-Diphenylguanidin wurde 2012 von der EU gemäß der Verordnung (EG) Nr. 1907/2006 (REACH) im Rahmen der Stoffbewertung in den fortlaufenden Aktionsplan der Gemeinschaft (CoRAP) aufgenommen. Hierbei werden die Auswirkungen des Stoffs auf die menschliche Gesundheit bzw. die Umwelt neu bewertet und ggf. Folgemaßnahmen eingeleitet. Ursächlich für die Aufnahme von N,N′-Diphenylguanidin waren die Besorgnisse bezüglich der Einstufung als CMR-Stoff, hoher (aggregierter) Tonnage und hohes Risikoverhältnis (Risk Characterisation Ratio, RCR). Die Neubewertung fand ab 2012 statt und wurde von Frankreich durchgeführt. Anschließend wurde ein Abschlussbericht veröffentlicht.